# FK Podgorica
El FK Podgorica es un equipo de fútbol de Montenegro que juega en la Segunda División de Montenegro, la segunda categoría de fútbol en el país.

## Historia
Fue fundado en el año 1970 en la ciudad de Titogrado con el nombre OFK Mladost y fueron uno de varios equipos de Montenegro que participaban en las divisiones inferiores de la desaparecida Yugoslavia y el equipo estaba compuesto principalmente por jugadores provenientes de la región de Lješkopolje. Durante ese periodo fue campeón de la cuarta división en la temporada 1972/73, logrando el ascenso a la desaparecida Liga de la República de Montenegro, tercera división de Yugoslavia.
El club jugó dos temporadas en la tercera división hasta que descendió en la temporada 1974/75 al terminar en último lugar entre 16 equipos, y el equipo desaparece al finalizar la temporada.
El club es reactivado en 2014, ingresando a la Tercera División de Montenegro en la temporada 2015/16 y participa en la Copa de Montenegro en esa misma temporada, donde es eliminado en la primera ronda por el FK Lovcen de la Primera División de Montenegro.
En la siguiente temporada logra el ascenso a la Segunda División de Montenegro en donde ganó 19 de los 20 partidos que jugó. En su primera temporada en la segunda división terminó en segundo lugar, donde juega la ronda de playoff para ascender, pero pierde contra el OFK Petrovac con un global de 2-5.
En la temporada 2018/19 cambian su nombre por el de FK Podgorica y es campeón de la segunda división, con lo que logran el ascenso a la Primera División de Montenegro para la temporada 2019/20 por primera vez.

## Palmarés
- Segunda División de Montenegro: 1

2018/19
- Tercera División de Montenegro: 1

2016/17
- Cuarta Liga de Montenegro: 1

1972/73
- Copa de la Región Central: 1

2016/17

## Participación en competiciones de la UEFA
| Temporada | Torneo                  | Ronda         | Club | Casa | Visita | Global      |
| --------- | ----------------------- | ------------- | ---- | ---- | ------ | ----------- |
| 2021-22   | Liga Conferencia Europa | Primera ronda | Laçi | 1–0  | 0–3    | 1–3 (t. s.) |